# Nol Wolters

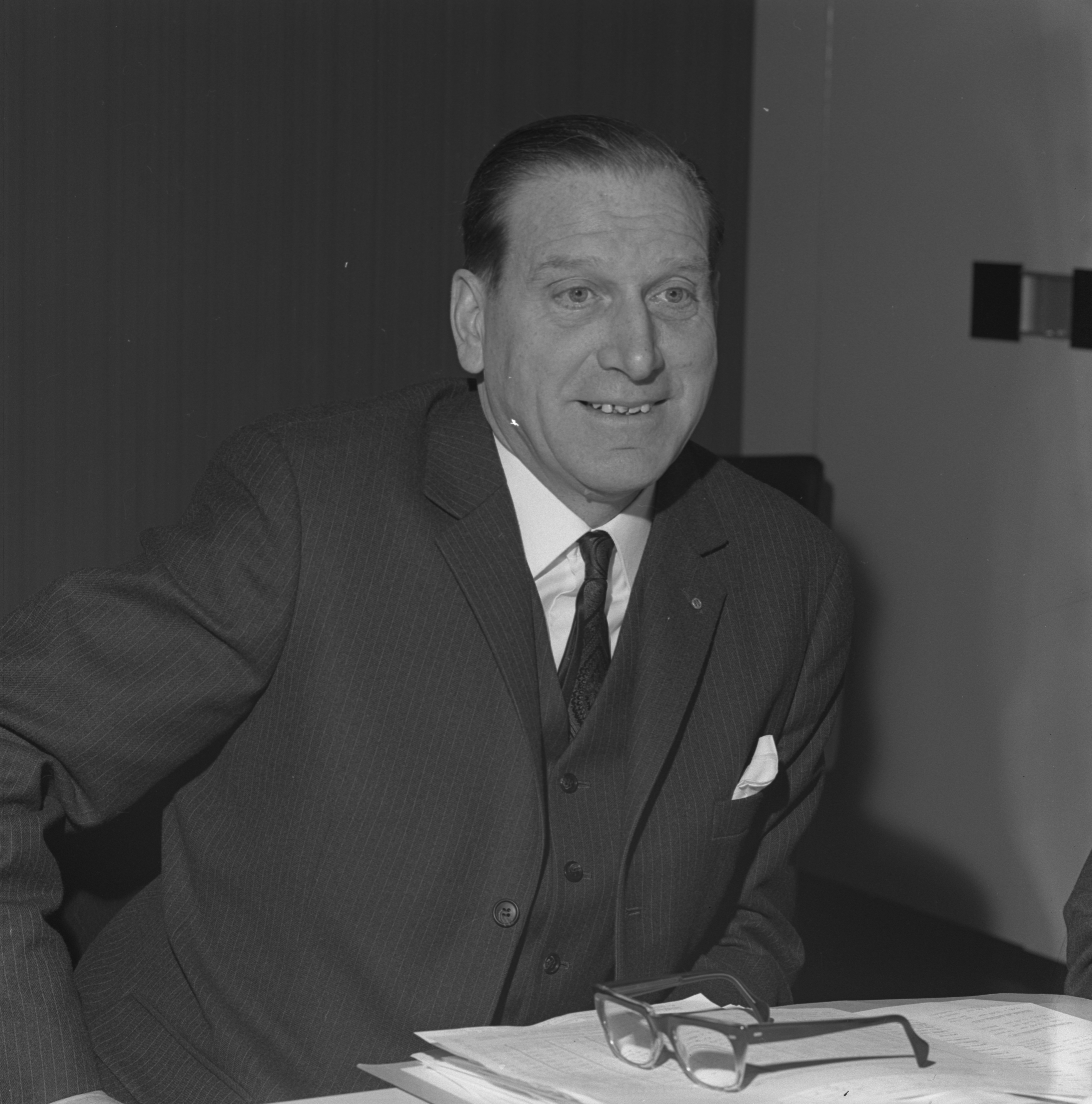
Hoofdcommissaris A. Wolters (1967)

Arnoldus (Nol) Wolters (Kampen, 28 juli 1912 – Haamstede, 8 april 1994) was een Nederlands politiefunctionaris.
Hij was opgeleid voor stuurman aan de Kweekschool voor de Zeevaart in Amsterdam maar omdat zijn latere echtgenote niet met een zeeman wilde trouwen ging hij daarna een politie-opleiding volgen. In april 1933 werd hij benoemd tot luitenant ter zee der 3e klasse bij de Koninklijke Marine Reserve (KMR) en later volgde promotie tot luitenant ter zee der 2e klasse bij de KMR. Wolters werd bij de mobilisatie in 1939 opgeroepen en aangesteld als commandant van een mijnenveger. Tijdens de meidagen van 1940 toen het leger van nazi-Duitsland Nederland binnentrok ontkwam hij met een mijnenveger naar Engeland terwijl zijn vrouw en baby in Nederland achterbleven. Daar aangekomen kreeg hij verschillende functies op het gebied van inlichtingenwerk bij de Nederlandse regering in ballingschap. Zo werd hij bij de  Royal Victoria Patriotic School in Londen ingezet om gevluchte Nederlanders die in Engeland aankwamen te testen op hun betrouwbaarheid om infiltratie te voorkomen.
Enkele dagen voor Operatie Market Garden, het geallieerd offensief in september 1944 om vanuit België in een keer door te steken naar Arnhem en daar de brug over de Rijn in te nemen, werd hij gevraagd om daaraan deel te nemen. Meegekomen met de Britse luchtlandingstroepen, was zijn taak tijdelijk het Nederlandse militaire gezag te vertegenwoordigen in de bevrijde gebieden. Het liep allemaal minder voorspoedig en hij kon op het nippertje aan zijn executie door de Duitsers ontkomen door bij een geallieerde luchtaanval in de Rijn te springen.
Ook heeft hij de Britse kolonel Graeme Warrack geholpen met het regelen van een wapenstilstand teneinde gewonde Britten uit Oosterbeek te vervoeren. Wolters evacueerde met de restanten van de divisie over de Rijn naar Nijmegen.   
Na de oorlog werd hij districtscommandant van de rijkspolitie in Den Haag in de rang van majoor. In maart 1955 volgde zijn benoeming tot korpschef in Hengelo en in juni 1958 werd hij commissaris van de politie in Hilversum. Eind 1960 volgde hij de met pensioen gaande Henri Staal op als hoofdcommissaris van de Rotterdamse politie. 
In 1972 ging hijzelf met pensioen waarna hij ging wonen in het Zeeuwse dorp Haamstede waar hij in 1994 overleed. Hij was Ridder in de Orde van de Nederlandse Leeuw, Officier in de Orde van Oranje-Nassau en drager van het Oorlogsherinneringskruis met drie gespen.